# Durodamus yeni
Durodamus yeni är en spindelart som beskrevs av Harvey 1995. Durodamus yeni ingår i släktet Durodamus och familjen Nicodamidae. Inga underarter finns listade i Catalogue of Life.